# Cysticerkus
Cysticerkus, bąblowiec prosty, finna, wągier – jedna z form drugiego stadium larwalnego niektórych tasiemców. Powstaje z onkosfery. Ma postać pęcherzyka, wewnątrz którego znajduje się płyn i, osadzony na wewnętrznej ścianie, wpuklony zawiązek główki tasiemca. Cysticerkus  jest larwą ocystowaną, ale bez wyodrębnionego cerkomeru. Jego skoleks jest wciągnięty w rejon szyjki. Jama pierwotna otaczająca rejon szyjki tworzy duży pęcherz wypełniony płynem. Ten typ larwy wykazuje dużą różnorodność budowy. W odpowiednich warunkach główka wynicowuje się i rozwija się strobila.
Występuje między innymi u tasiemca uzbrojonego (Taenia solium) i tasiemca nieuzbrojonego (Taenia saginata).
Nazwa wągier często stosowana jest w szerszym znaczeniu – jako określenie szeregu postaci larwalnych tasiemców właściwych (cysticerkus, cysticerkoid, dityrydium i strobilocerkus).